# Pavillon Alphonse-Desjardins (Université Laval)
Pour les articles homonymes, voir Alphonse Desjardins (homonymie) et Pavillon Alphonse-Desjardins.
Le pavillon Alphonse-Desjardins (ADJ) est l'un des bâtiments de l'Université Laval, à Québec.

## Description
Ce vaste pavillon de services a été nommé en l'honneur de Alphonse Desjardins, fondateur des Caisses populaires Desjardins qui ont contribué financièrement à sa construction avec l'Université et la CADEUL. Ce pavillon forme maintenant un tout avec le pavillon Maurice-Pollack. On y retrouve de très nombreux lieux de rencontre (Atrium Jean-Guy Paquet, Pub de l'Université, Grand Salon, amphithéâtre Hydro-Québec) et services (locaux d'associations et de syndicats, le Centre de Services Desjardins-Pollack, Entrepreneuriat Laval, une salle d'exposition, des salles de spectacles et de conférence, des salles de réunion, le Service de placement, le Bureau de la vie étudiante, la Direction des services aux étudiants, la Direction des communications, Bureau des bourses et de l'aide financière, imageothèque, etc.). Ce pavillon est l'endroit de prédilection pour la tenue de congrès, de colloques ou de toutes autres activités communautaires.

## Art public
Deux sculptures occupent l'espace intérieur du pavillon Alphonse-Desjardins : Le bateau ivre de Francine Simonin orne le mur du hall d'entrée et Vertiges de René Taillefer est situé dans la section centrale du petit atrium de la cafétéria.

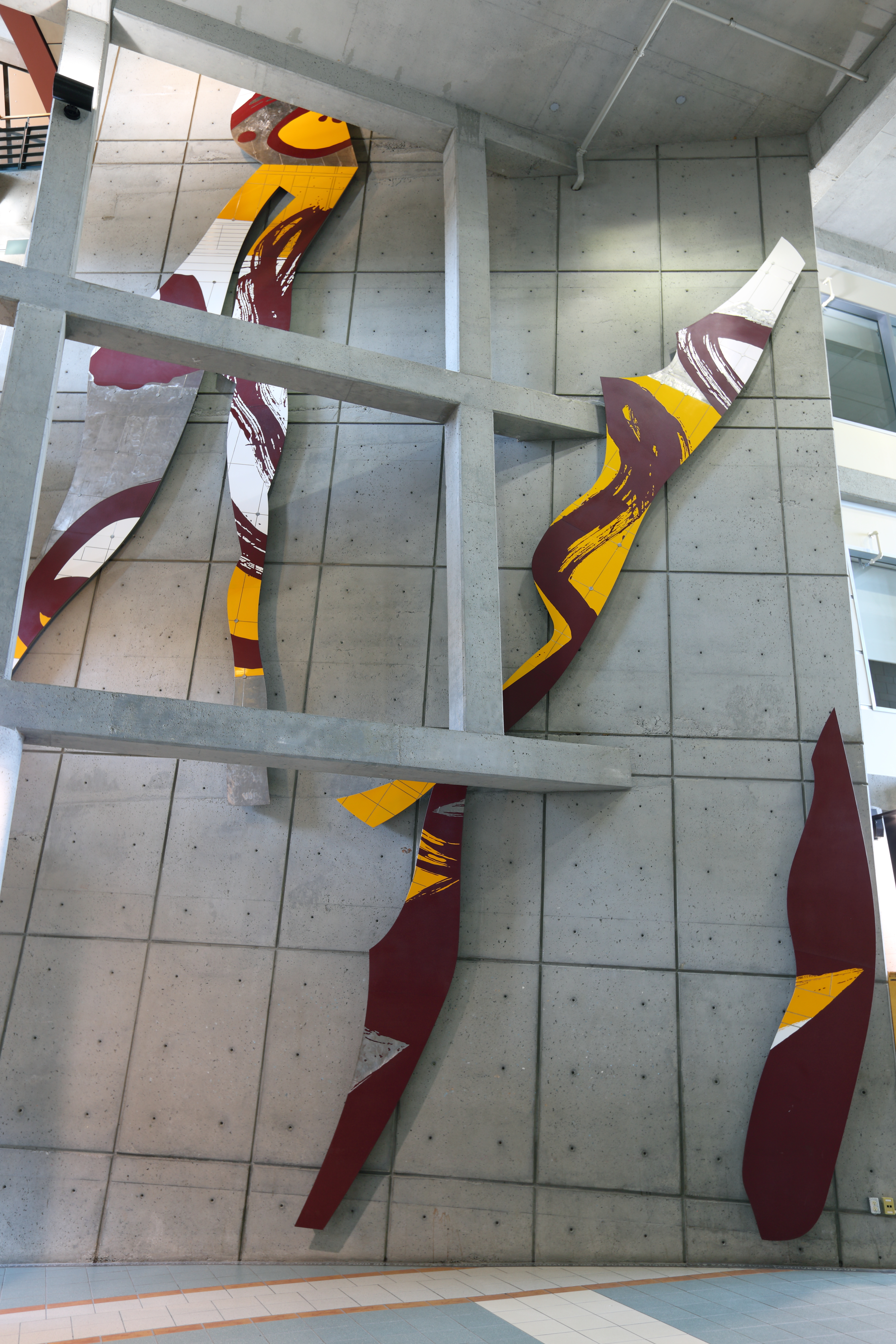
Le bateau ivre
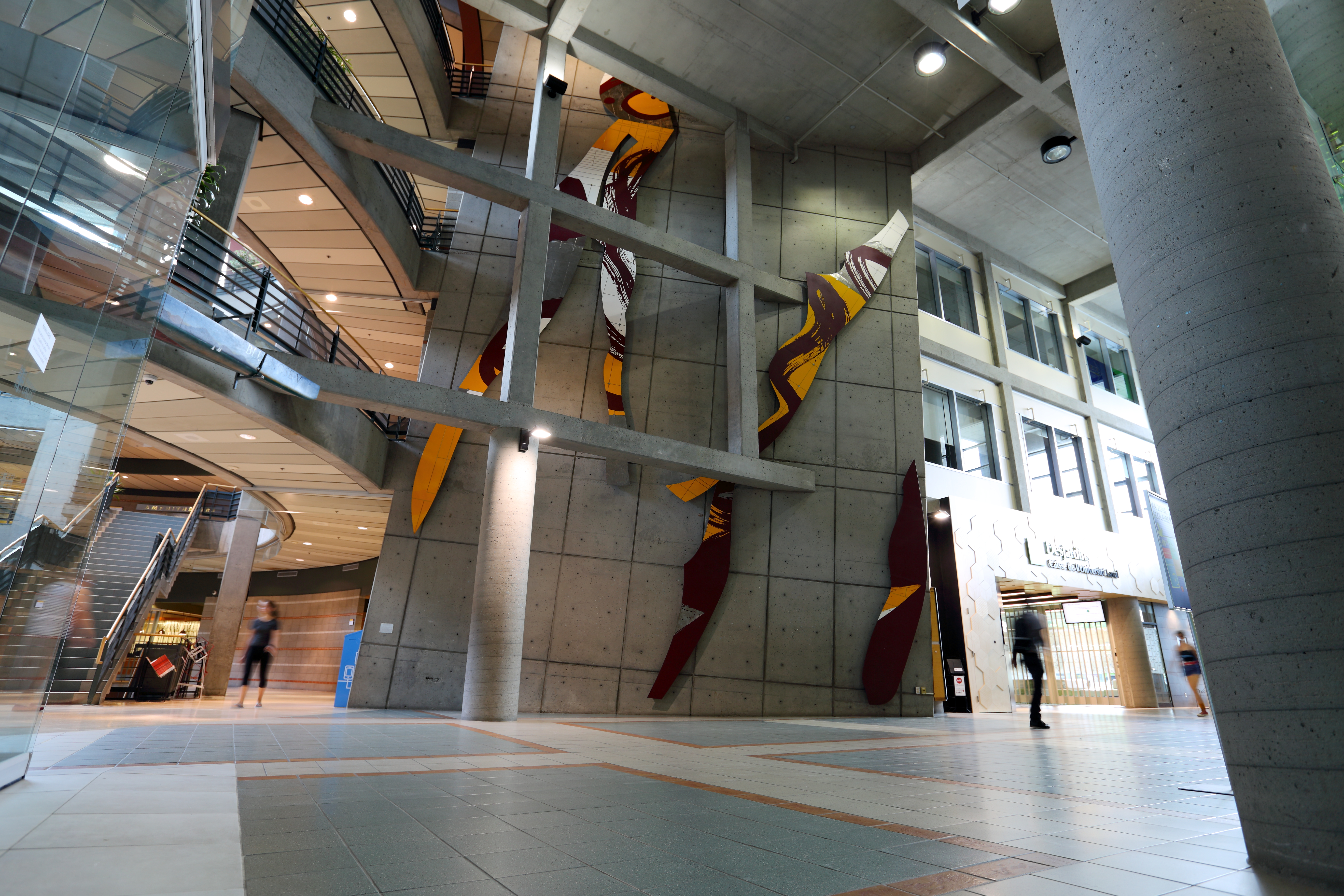
Le bateau ivre
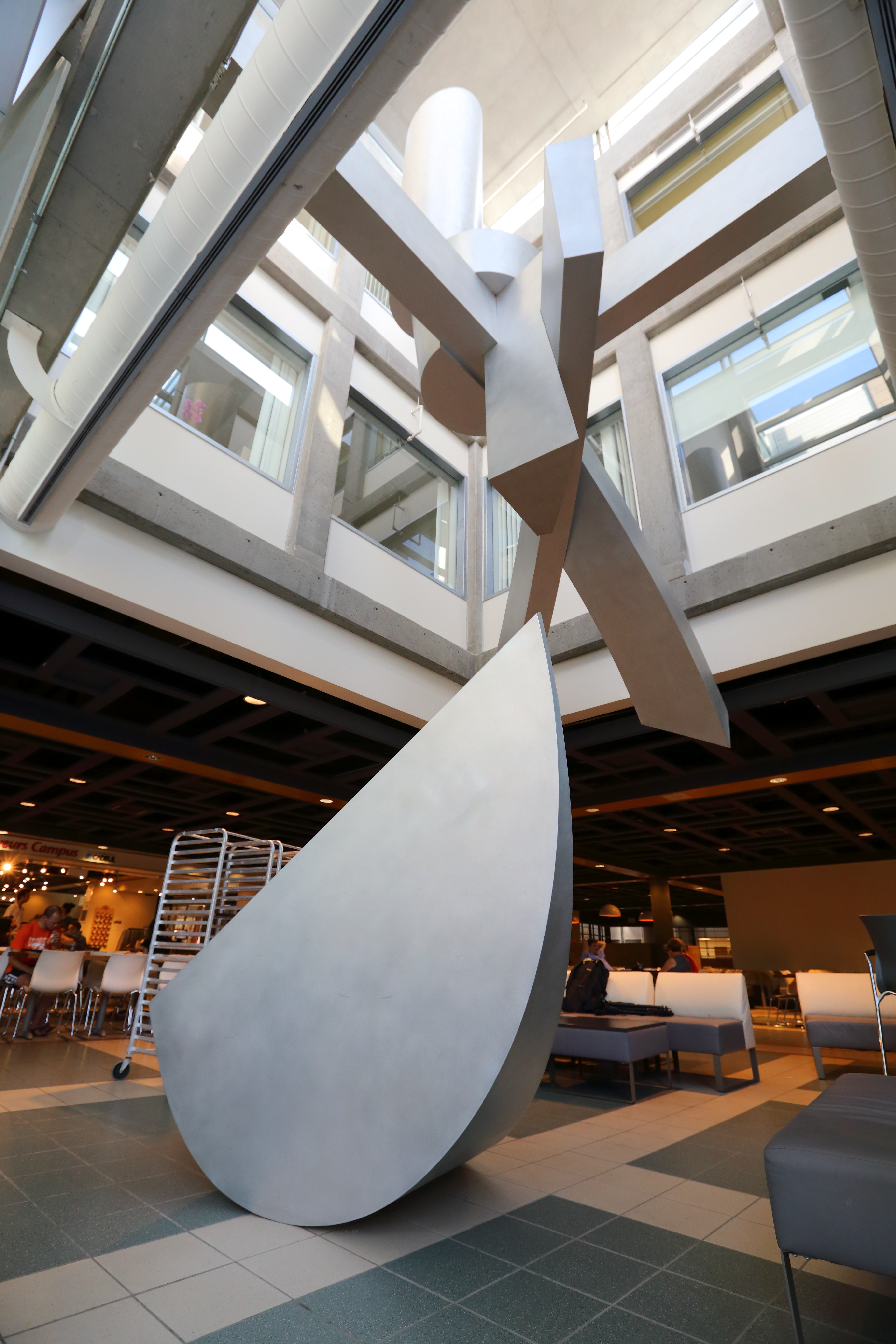
Vertiges
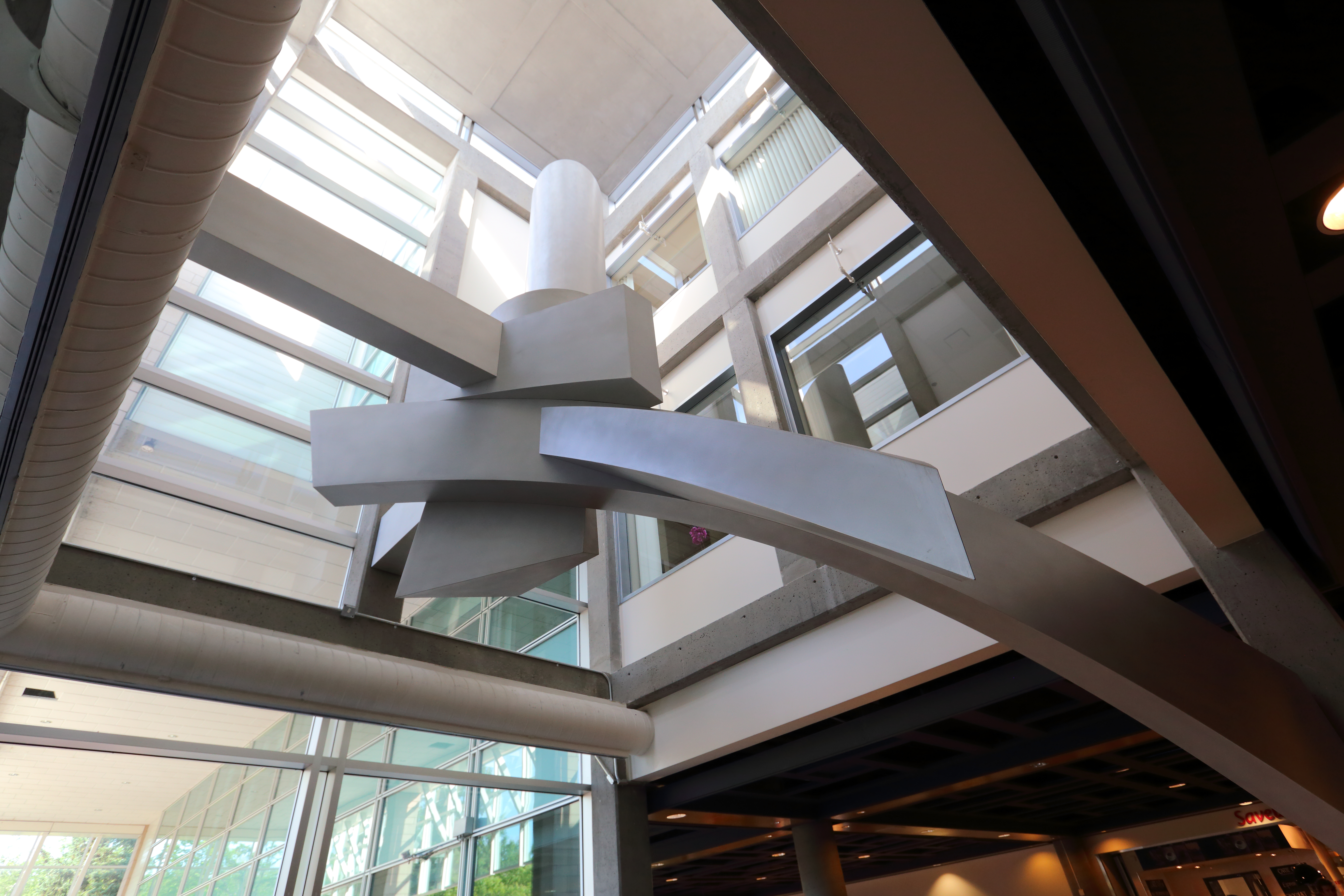
Vertiges